# Bugbear Entertainment
Bugbear Entertainment es una empresa finlandesa de videojuegos. Fue creada en marzo de 2000 y en 2007 tenía 40 empleados. La compañía se centra exclusivamente en los diversos tipos de juegos de carreras. La compañía es más conocida por la serie FlatOut y Wreckfest. En noviembre de 2019 fue adquirida en su mayor parte por la empresa de videojuegos austriaca THQ Nordic.

## Historia
Bugbear Entertainment fue fundada en Helsinki en 2000 por Janne Alanenpää. El 14 de noviembre de 2018, THQ Nordic anunció que había adquirido el 90% de Bugbear por una suma no revelada, dejando abierta la opción de adquirir el 10% restante más adelante. En ese momento, Bugbear tenía 18 empleados y estaba dirigido por el cofundador Alanenpää como director ejecutivo y director creativo. En junio de 2019, Bugbear tiene 21 empleados.

## Juegos
| Nombre                          | Género                        | Editor             | Fecha de salida | Plataforma                        |
| ------------------------------- | ----------------------------- | ------------------ | --------------- | --------------------------------- |
| Rally Trophy                    | Rally simulación de carreras  | JoWooD Productions | 2001            | PC                                |
| Tough Trucks: Modified Monsters | Carreras de camiones monstruo | Activision         | 2003            | PC                                |
| FlatOut                         | Carreras de acrobacias        | Empire Interactive | 2004            | PC, Xbox, PlayStation 2           |
| Glimmerati                      | Carreras arcade               | Nokia              | 2005            | N-Gage                            |
| FlatOut 2                       | Carreras de acrobacias        | Empire Interactive | 2006            | PC, Xbox, PlayStation 2, Mac OS X |
| FlatOut: Ultimate Carnage       | Carreras de acrobacias        | Empire Interactive | 2007            | PC, Xbox 360                      |
| Sega Rally Revo                 | Carreras                      | Sega               | 2007            | PlayStation Portable              |
| Ridge Racer Unbounded           | Carreras                      | Namco Bandai Games | 2012            | PC, Xbox 360, PlayStation 3       |
| Wreckfest                       | Carreras                      | THQ Nordic         | 2018            | PC, PlayStation 4, Xbox One       |